# Buitenpost
Buitenpost (westfriesisch Bûtenpost) ist ein Dorf und zugleich Sitz der Gemeinde Achtkarspelen im Norden der Niederlande, in der Provinz Friesland. Es hat 5.940 Einwohner (Stand: 1. Januar 2024) und liegt ungefähr auf halbem Weg zwischen Groningen und Leeuwarden.
Buitenpost ist eines der ursprünglich acht Kirchdörfer (niederländisch kerspelen), die der Gemeinde Achtkarspelen ihren Namen gaben. Es beherbergt einen botanischen Kräutergarten.

## Bilder

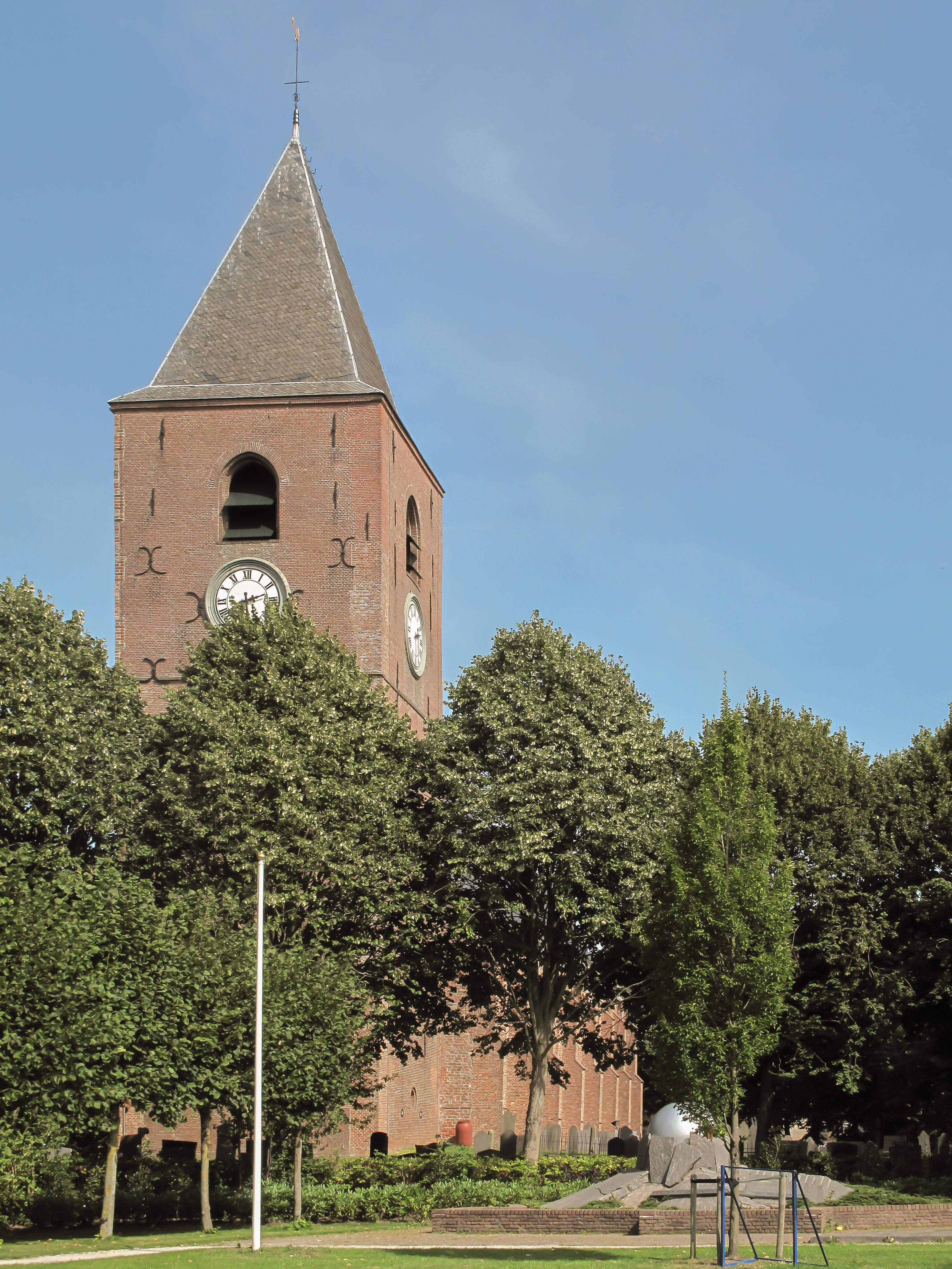
Kirche: de Mariakerk
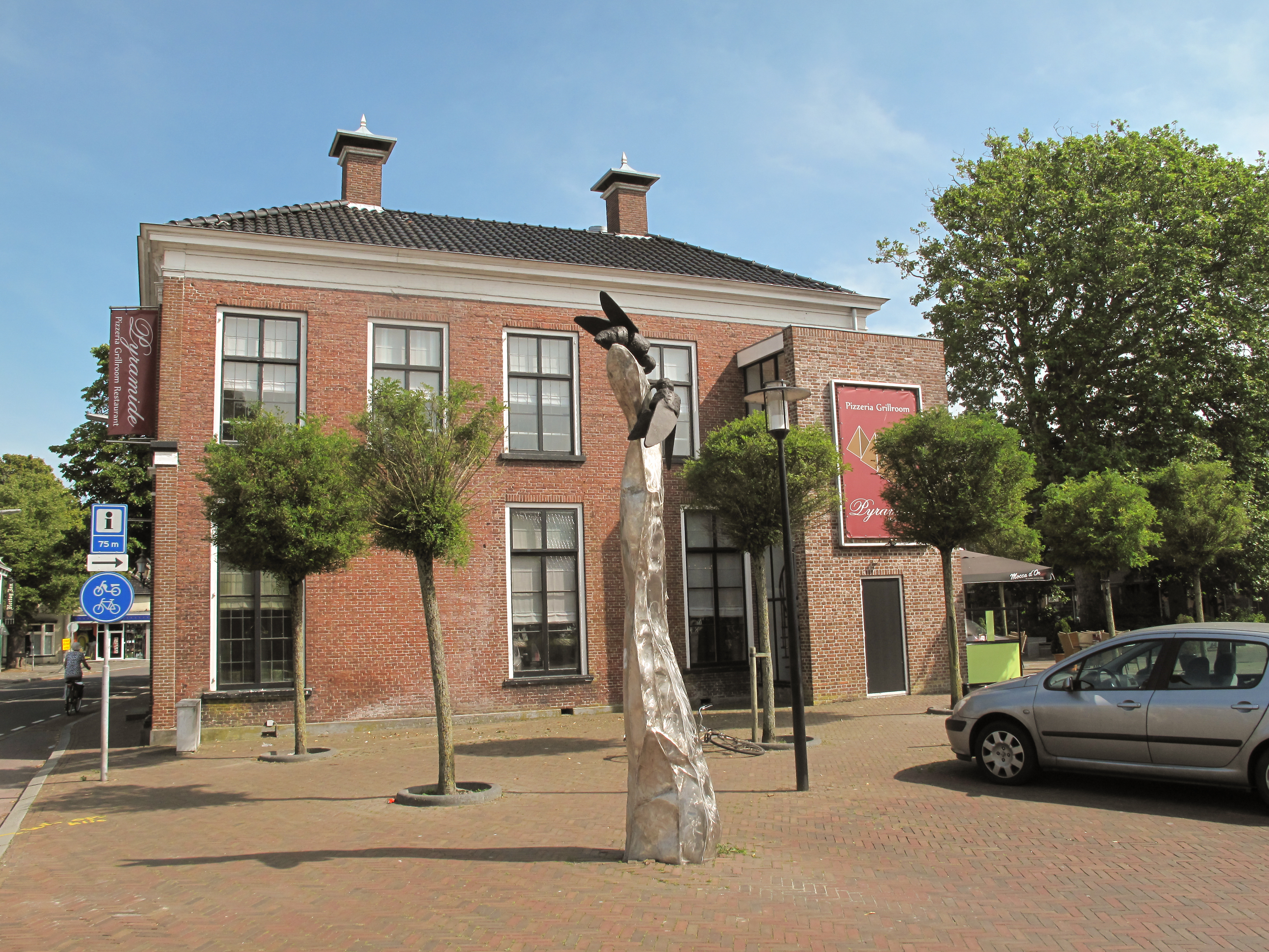
Statue und Pizzeria
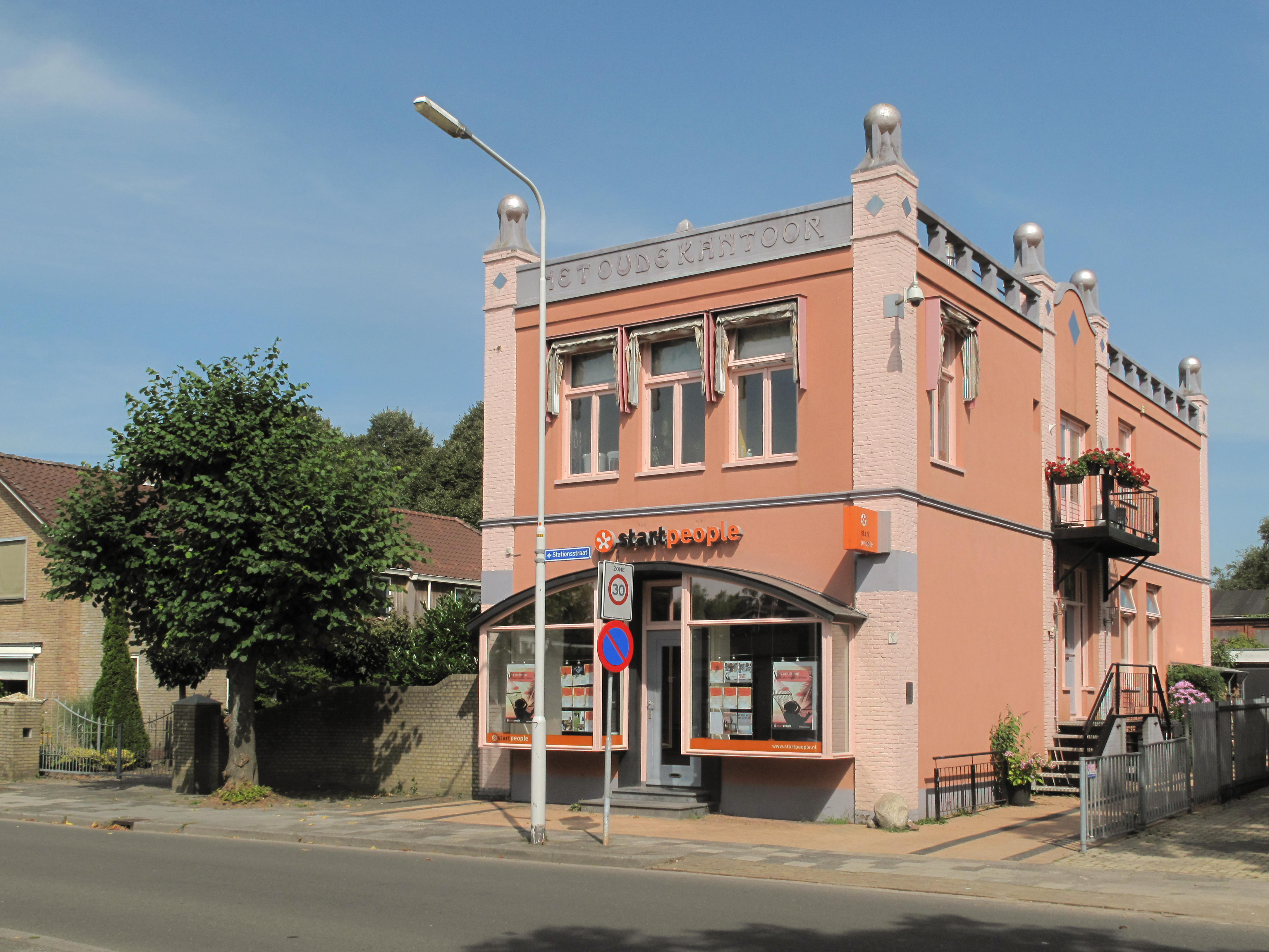
Arbeitsvermittler in Monumentalbau

## Geschichte
Der Ursprung des Dorfes kann auf das 12. Jahrhundert datiert werden. Aufgrund seiner Mittellage zwischen Groningen und Leeuwarden war es oft Schauplatz von Auseinandersetzungen.
Im 17. Jahrhundert entwickelte es sich aufgrund seiner Lage zu einem wichtigen Rastplatz für Postkutschen. Durch die Ankunft der Eisenbahn wurde Buitenpost im 19. Jahrhundert zu einem wichtigen Verkehrsknotenpunkt. Doch verlor es allmählich seine Bedeutung als Rastplatz durch die Eröffnung der Eisenbahnverbindung zwischen Groningen und Leeuwarden 1866.
Nach 1955 ist die Einwohnerzahl von Buitenpost aufgrund der Ausbreitung von Industrie schnell gewachsen. So betrug die Einwohnerzahl 1955 2.689, 1975 schon 4.049 und 2000 5.639. Doch hat sich das Bevölkerungswachstum seit einiger Zeit verlangsamt. Dem Tourismus kommt aufgrund der vielen Rad- und Wanderwege eine zunehmende Bedeutung zu.

## Persönlichkeiten
- Jan Egbertus Jonkers (1890–1971), Strafrechtler
- Jacques Schumacher (* 1933), Portrait-, Akt-, Mode- und Lifestyle-Fotograf und Herausgeber